# María Teresa del Toro
María Teresa Josefa Antonia Joaquina Rodríguez del Toro y Alayza (Madrid, 15 de octubre de 1781 - Caracas, 22 de enero de 1803), fue una joven española, conocida por haber sido la única esposa del Libertador Simón Bolívar. Tras solo dos años de noviazgo y ocho meses de matrimonio, murió de fiebre amarilla a los 21 años. A su muerte Bolívar juró nunca volver a casarse.

## Biografía
María Teresa fue la única hija de Bernardo Rodríguez del Toro y Ascanio, nacido en Caracas, Venezuela, en el seno de una familia con origen en la villa canaria de Teror, y de su esposa Benita de Alayza y Medrano, oriunda de Valladolid, España. Nació en Madrid, el lunes, 15 de octubre de 1781, durante el reinado de Carlos III. María Teresa estaba profundamente vinculada a la sociedad caraqueña. Su padre era hijo del segundo marqués del Toro, Francisco Rodríguez del Toro e Isturiz (gobernador y capitán general de la provincia de Venezuela) y hermano del tercer marqués, Sebastián Rodríguez del Toro y Ascanio (alcalde de Caracas), cuyo título heredó el primo hermano de María Teresa, Francisco José Rodríguez del Toro e Ibarra, amigo íntimo de Bolívar, también pariente de los Rodríguez del Toro. Por el lado materno, María Teresa era sobrina carnal del marqués de Inicio y conde de Rebolledo. Al morir su madre, María Teresa, a pesar de su temprana edad, cuidó de sus hermanos y ayudó a su padre y a su primo Pedro Rodríguez del Toro en lo relativo a la administración de bienes y haciendas. Varios estudios y biografías glosan la recreación del mito de María Teresa...

Hasta la fecha no han aparecido retratos de ella, y por consiguiente, sus pocas imágenes son absolutamente producto de la imaginación de los artistas, que al parecer ignoraban la descripción general de su aspecto físico que implicaba un gran parecido con su prima hermana de ojos claros, normalmente azules o verdosos. Su comentado parecido con su prima María del Pilar induce a pensar también en una cabellera rubia o castaña.
Rafael L. Fuentes Carvallo, 1982

### María Teresa y Simón Bolívar
Conoció a Simón Bolívar en Madrid, en 1800. Bolívar había sido enviado a España a los 17 años para continuar sus estudios. Su vida cambiaría definitivamente en la casa del marqués Jerónimo de Ustáriz y Tovar, a quien Simón Bolívar llamaba "tutor", y en cuya mansión residió por algún tiempo. Allí conoció a María Teresa, dos años mayor que él y con quien estaba emparentado por varias líneas. En agosto de 1800 María Teresa aceptó el noviazgo de Simón Bolívar, quien en ese periodo la describe como «una joya sin defectos, valiosa sin cálculo». El padre de María Teresa, se llevó a su hija a Bilbao y al poco tiempo, en marzo de 1801, Bolívar se trasladó también a esa ciudad, y luego a París.
De regreso a España, Bolívar propuso formalmente matrimonio a María Teresa el 5 de abril de 1802. Se especula que el padre de María Teresa, aplacado por el compromiso formal y, probablemente también por razón de los bienes del novio valorados en unos 200 000 duros, dio su permiso y bendición a la pareja. Simón le propone a María Teresa que se casen ese mismo año en el Puerto de La Coruña. Poco después, el 30 de marzo de 1802, Bolívar otorga poder a Pedro Rodríguez del Toro para suscribir en su nombre las capitulaciones matrimoniales. En consideración de «su distinguido nacimiento, su virginidad, sus cualidades personales» y su disposición de dejar España para acompañar a Bolívar, los abogados Bolívar le pusieron un valor a su prometida de 100 000 reales, aproximadamente una décima parte de la fortuna de Bolívar.

### Matrimonio
Tras haber obtenido permiso del rey para hacerlo y las habituales amonestaciones eclesiásticas, contrajeron matrimonio el miércoles 26 de mayo de 1802, en la desaparecida iglesia de San José que estuvo en la esquina de la calle de la Libertad con la calle de Gravina, y a menudo confundida con el templo del mismo nombre situado en la calle de Alcalá, donde fue transferida la parroquia de San José en 1838.

En la villa de Madrid a veinte y seis días del mes de mayo de mil ochocientos dos, en la Iglesia Parroquial de San Jose, yo, Don Isidro Bonifacio Romano, Teniente mayor de Cura de la misma habiendo procedido despacho del señor Dr. Juan Bautista de Expeleta, Pro. Vicario Ecco. De esta referida villa y su partido. Dado en veinte del propio mes y año, refrendado de Diego Alonso Martín, su notario, por el que consta haberse dispensado las tres amonestaciones que proviene el Sto. Concilio de Trento, por la justa causas que concurrieron para ello; recibidos los justos consentimientos; hechas las demás preguntas y requisitos necesarios y no habiendo resultado impedimento alguno desposé in Facie Eclesial, por palabras del presente que hacen verdadero y lexmo matrimonio a Don Simón Bolívar, natural de la ciudad y Obispado de Caracas en América, hijo de Don Juan Vicente Bolívar y de Doña María de la Concepción Palacios (ya difuntos) con Doña María Teresa Rodríguez del Toro, natural de esta referida villa, hija de Don Bernardo Rodríguez del Toro y Ascanio y de Doña Benita Alaiza Medrano (ya difunta) precedido los requisitos necesarios, se hallaron presente por testigos Don Pedro Rodríguez del Toro, el señor Marqués de Inicio y otros, juntamente los velé y di las bendiciones nupciales según el ritual y lo firmé. Don Isidro Bonifacio Romano.

Al cabo de unos 20 días, se trasladan a La Coruña. El 15 de junio de 1802 partieron los recién casados hacia Caracas, desembarcando el 12 de julio en La Guaira. Allí María Teresa será acogida no solo por la parentela de su nuevo marido sino también por la suya propia. Después de una corta estadía en Caracas, en la Casa del Vínculo y del Retorno, ubicada en una esquina que da a la Plaza Mayor de Caracas, hoy Plaza Bolívar, se trasladaron a la "Casa Grande" del ingenio Bolívar en San Mateo. María Teresa enfermó poco después de "fiebres malignas", hoy día identificadas indistintamente como malaria o paludismo, el matrimonio regresó a Caracas a su Casa del Vínculo, donde ella murió el sábado 22 de enero de 1803. Tras ocho meses de matrimonio y dos años de noviazgo, Bolívar perdía así a su amada María Teresa.

### Muerte, juramento y significado de su muerte
Habiendo perdido a sus padres durante su infancia, María Teresa representó para Bolívar un último y definitivo intento de arraigo signado por la tragedia. El dolor causado por esta muerte inesperada y prematura lo llevará a evadir en el futuro cualquier vínculo raigal. Según señala el reconocido historiador venezolano Tomás Polanco Alcántara: 

Bolívar, en 1828, describió con estas palabras la situación anímica y afectiva en que se encontraba cuando en 1802 regresó a Venezuela: «Entonces mi cabeza estaba llena de los vapores del más violento amor y no de ideas políticas». Lo mismo afirma en otros testimonios. Por ejemplo, en carta a su amigo Pedro Joseph Dehollain le decía que, al casarse, se convirtió en un «ente dichoso que cantaba alegre el colmo de sus felicidades con la posesión de su Teresa». Teresa era el centro afectivo de la vida del esposo. Él había pasado por la muerte de su padre y después por las de su madre y de su abuelo. Teresa fue el primer ser humano unido a él y con quien esperaba compartir la vida, las ilusiones, los proyectos. Por eso explicó a Perú de la Croix: «Quise mucho a mi mujer». La desaparición de Teresa tenía que ocasionarle una crisis profunda: «Yo la he perdido y con ella la vida de dulzura». «El dolor un sólo instante no me deja consuelo que buscar», «deplorable y triste suerte a la que me hallo condenado». El estado en que se encontraba era patético. Quedó sumergido en una tristeza profunda y cambia su carácter.

El juramento de no volver a casarse que pronuncia en ese momento es un acto de rebeldía en contra del dolor al que puede conducir la entrega incondicional de los sentimientos. A pesar de sus muchos amores y amoríos Bolívar cumplirá fielmente con la palabra empeñada, como lo hizo también con otros de sus juramentos. De acuerdo al historiador venezolano Luis José Silva Luongo: 

La inesperada muerte de María Teresa es un duro y decisivo golpe en la vida de Bolívar que lo sume en el más profundo dolor... De nuevo se topa con el infortunio y sabe apelar a su profunda energía para enfrentarlo y seguir adelante. En el futuro no volverá a entregar amor puro y permanente a mujer alguna, tampoco en lo adelante ninguna lo atará en forma definitiva.

Al expresar sus últimas voluntades poco antes de morir, Bolívar recordó a María Teresa. Según señala Marie Arana: 

Con sus amigos a su lado como testigos, encomendó su alma a Dios, declaró que la hace largo tiempo fallecida Teresa del Toro había sido su única esposa y señaló que no había tenido descendencia de su matrimonio. A pesar de las docenas de amantes que tuvo...sus votos ante la posteridad confirmarón lo que había jurado como joven: Ninguna otra mujer tomaría nunca el lugar de María Teresa. La había enterrado con sus propias ropas baptismales y cumplido los votos que había hecho ante la iglesia al momento de desposarla.

La desesperación experimentada por Bolívar hará temer que atente contra su vida. Este, sin embargo, emprenderá un segundo viaje a Europa para mitigar su inmensa pena. En Madrid sostendrá un conmovedor encuentro con su suegro Don Bernardo que siempre recordará. En compañía de Fernando Rodríguez del Toro, primo hermano de María Teresa, viajará a París donde volverá a tomar contacto con su antiguo maestro Simón Rodríguez. Ello resultará de vital importancia en la vida de Bolívar pues este, comprendiendo la desesperación que embargaba a su antiguo discípulo, lo encauzará hacia la política para hacerle superar el vacío vital que había dejado la muerte de María Teresa. Habiéndole sido negada la dulzura de la vida hogareña, Bolívar se transmutará así en un hombre volcado hacia los asuntos públicos. Según sus propias palabras ello lo hará seguir el «carro de Marte» en lugar del «arado de Ceres». En 1828, analizando la influencia que la muerte de su esposa había tenido en él, Bolívar confiesa: «Si no hubiera enviudado, quizás mi vida hubiera sido otra; no sería el general Bolívar ni el Libertador, aunque convengo en que mi genio no era para ser alcalde de San Mateo».
No en balde en su obra Bolívar, el famoso historiador español Salvador de Madariaga afirmará lo siguiente: 

Este final súbito de la vida retirada y personal de una joven de veintiún años ha sido quizá uno de los acontecimientos claves de la historia del Nuevo Mundo.

### Lugar de reposo de sus restos
A su muerte los restos de María Teresa fueron enterrados en el panteón de la familia Bolívar en la Catedral de Caracas junto a los de los padres y antepasados de su marido. Cuando los restos del Libertador fueron repatriados desde Santa Marta en Colombia, en diciembre de 1842, fueron enterrados junto a los de su esposa. Allí permanecieron lado a lado por treinta y cuatro años hasta que el 28 de octubre de 1876 los despojos del Libertador fueron trasladados al Panteón Nacional. Simultáneamente se comenzó a ejecutar el conjunto de esculturas yacentes de María Teresa y de los padres de Simón Bolívar que habrían de ser colocadas en el lugar de reposo de sus restos en la Capilla de la Santísima Trinidad de la Catedral de Caracas. El mismo fue encargado al escultor italiano Pietro Tenerani. En 1930 el monumento fúnebre a María Teresa Rodríguez del Toro, Juan Vicente Bolívar y Ponte y doña Concepción Palacios Blanco sería enriquecido con una imagen alegórica de Bolívar protegiendo con sus brazos a su esposa y a sus padres. Esta última escultura fue realizada por el reconocido artista español Victorio Macho:
Archivo:Catedral de Caracas Tumba de la familia de Bolivar.jpg.

## María Teresa en el recuerdo
En la ópera “Bolívar” del compositor francés Darius Milhaud, María Teresa aparece como el gran amor en la vida del héroe, cuya alma está esperando a este último cuando muere en la escena final del último acto.
En la Casa Natal del Libertador Simón Bolívar, en Caracas, cuelgan dos grandes oleos del pintor Tito Salas alusivos al matrimonio y al momento de la muerte de María Teresa.
La Avenida María Teresa Toro se encuentra situada en Las Acacias, en la ciudad de Caracas, colindante con la Calle Real de Sabana Grande.
Una placa del Ayuntamiento de Madrid, colocada en la fachada de la casa que habitó María Teresa en el número 2 de la traditional calle de Fuencarral recuerda a la célebre figura que allí vivió.
Otra placa del Ayuntamiento de Madrid cuelga en la calle Góngora esquina con la calle Gravina, en el lugar donde estuvo situada la iglesia de San José donde contrajeron matrimonio María Teresa y Simón Bolívar. La misma recuerda la boda allí celebrada.
Diagonal a la Basílica de Nuestra Señora del Pino en la ciudad de Teror, se encuentra la Plaza Teresa de Bolívar, que recuerda a María Teresa y al origen terorense de su familia.
Entre los distintos centros educativos que llevan su nombre se encuentran unidades educativas en Valencia (Venezuela) y en Guatire, un Liceo en Ocumare del Tuy y un preescolar en Caracas.
El amor de María Teresa y Bolívar fue llevado al cine por Alberto Arvelo en 2013, en la película Libertador, con María Valverde y Édgar Ramírez en los papeles principales. 
A su vez, en el capítulo cuatro de la tercera temporada de la popular serie televisiva española El Ministerio del Tiempo, Bolívar es ayudado por los agentes del tiempo a conseguir el amor de María Teresa, representada por la actriz Raquel Salamanca. Ello es considerado fundamental para desencadenar la serie de eventos que harán que Bolívar se convierta en el Libertador de América. 
También es relatada esta historia en la serie de Netflix y Caracol Televisión: Bolívar, con Irene Esser y José Ramón Barreto en los papeles de María Teresa y Bolívar.